# Wootton Bassett (cheval)
Wootton Bassett, est un cheval de course pur-sang anglais, né en 2008, invaincu à 2 ans avant de connaître un succès fulgurant comme étalon.  

## Carrière de courses
Né et élevé dans le Hertfordshire, Wootton Bassett est acquis aux ventes de yearlings de Doncaster pour 44 000 Guinées, puis rejoint les boxes de Richard Fahey dans le Yorkshire du Nord. Il débute à 2 ans sur l'hippodrome de Ayr, en Écosse, par une victoire qui en appelle une autre en juillet à Doncaster. Plutôt que d'aller vers les groupes, Richard Fahey court son protégé dans deux épreuves richement dotées, réservées aux poulains passés par les ventes de yearlings. Wootton Bassett y rafle la mise et, l'automne venu, il est temps pour lui d'affronter les meilleurs. Ce sera dans le Prix Jean-Luc Lagardère, à Longchamp, où il s'élance dans la peau du premier opposant au favori, ou plutôt la favorite puisque cette honneur, une fois n'est pas coutume, revient à une pouliche, Moonlight Cloud, que l'on estime assez douée pour affronter les mâles. Pour son premier essai au niveau des groupes, qui plus est directement dans un groupe 1, le partenaire de Paul Hanagan l'emporte en laissant une belle impression. Quant à Moonlight Cloud, elle termine quatrième, mais saura se rattraper au cours des saisons suivantes. Wootton Bassett, lui, est l'un des éléments les plus prometteurs de sa génération, et l'on aurait sans doute fait plus grand cas de lui s'il n'était pas né une semaine avant l'un des plus grands phénomènes de l'histoire des courses, Frankel.
À 3 ans, Wootton Bassett ne saura concrétiser les espoirs placés en lui. Il rentre dans la Poule d'Essai des Poulains, où il ne peut justifier son statut de favori, terminant cinquième. Un mois plus tard, il sombre dans les St. James's Palace Stakes, regardant de loin Frankel se couvrir de gloire. Lorsque son entourage décide de l'aligner sur le sprint, ce n'est guère mieux : cinquième de Moonlight Cloud dans le Prix Maurice de Gheest, il se noie dans la Haydock Sprint Cup. Mieux vaut s'arrêter là : Wootton Bassett était un excellent 2 ans mais, l'année suivante, ce n'est plus le même cheval, et il n'est ni le premier, ni le dernier à ne pas réussir son passage à l'âge classique. Qu'à cela ne tienne, le meilleur pour lui est à venir, loin des hippodromes. 

### Résumé de carrière
| Date        | Hippodrome  | Pays        | Course                     | Statut      | Distance    | Jockey        | Place       | Écart       | Vainqueur ou deuxième |
| 2010, 2 ans | 2010, 2 ans | 2010, 2 ans | 2010, 2 ans                | 2010, 2 ans | 2010, 2 ans | 2010, 2 ans   | 2010, 2 ans | 2010, 2 ans | 2010, 2 ans           |
| ----------- | ----------- | ----------- | -------------------------- | ----------- | ----------- | ------------- | ----------- | ----------- | --------------------- |
| 19 juin     | Ayr         | Royaume-Uni | Maiden                     |             | 1 200 m     | Tony Hamilton | 1er / 6     | 1 ¼         | Easy Ticket           |
| 15 juillet  | Doncaster   | Royaume-Uni | Novice                     |             | 1 200 m     | Paul Hanagan  | 1er / 4     | 2           | Forjatt               |
| 19 août     | York        | Royaume-Uni | Premier Yearlings          |             | 1 200 m     | Paul Hanagan  | 1er / 18    | 1 ¾         | Galtymore Lad         |
| 9 septembre | Doncaster   | Royaume-Uni | 2 Year Old Stakes          |             | 1 300 m     | Paul Hanagan  | 1er / 21    | 1           | Galtymore Lad         |
| 10 octobre  | Longchamp   | France      | Prix Jean-Luc Lagardère    | Gr. 1       | 1 400 m     | Paul Hanagan  | 1er / 9     | 2 ½         | Maiguri / Tin Horse   |
| 2011, 3 ans |             |             |                            |             |             |               |             |             |                       |
| 15 mai      | Longchamp   | France      | Poule d'Essai des Poulains | Gr. 1       | 1 600 m     | Paul Hanagan  | 5e / 14     | 3 ¾         | Tin Horse             |
| 14 juin     | Ascot       | Royaume-Uni | St. James's Palace Stakes  | Gr. 1       | 1 600 m     | Paul Hanagan  | 7e / 9      | 14          | Frankel               |
| 8 août      | Deauville   | France      | Prix Maurice de Gheest     | Gr. 1       | 1 300 m     | Paul Hanagan  | 5e / 13     | 5 ¾         | Moonlight Cloud       |
| 3 septembre | Haydock     | Royaume-Uni | Haydock Sprint Cup         | Gr. 1       | 1 200 m     | Paul Hanagan  | 13e / 16    | 12          | Dream Ahead           |

## Au haras

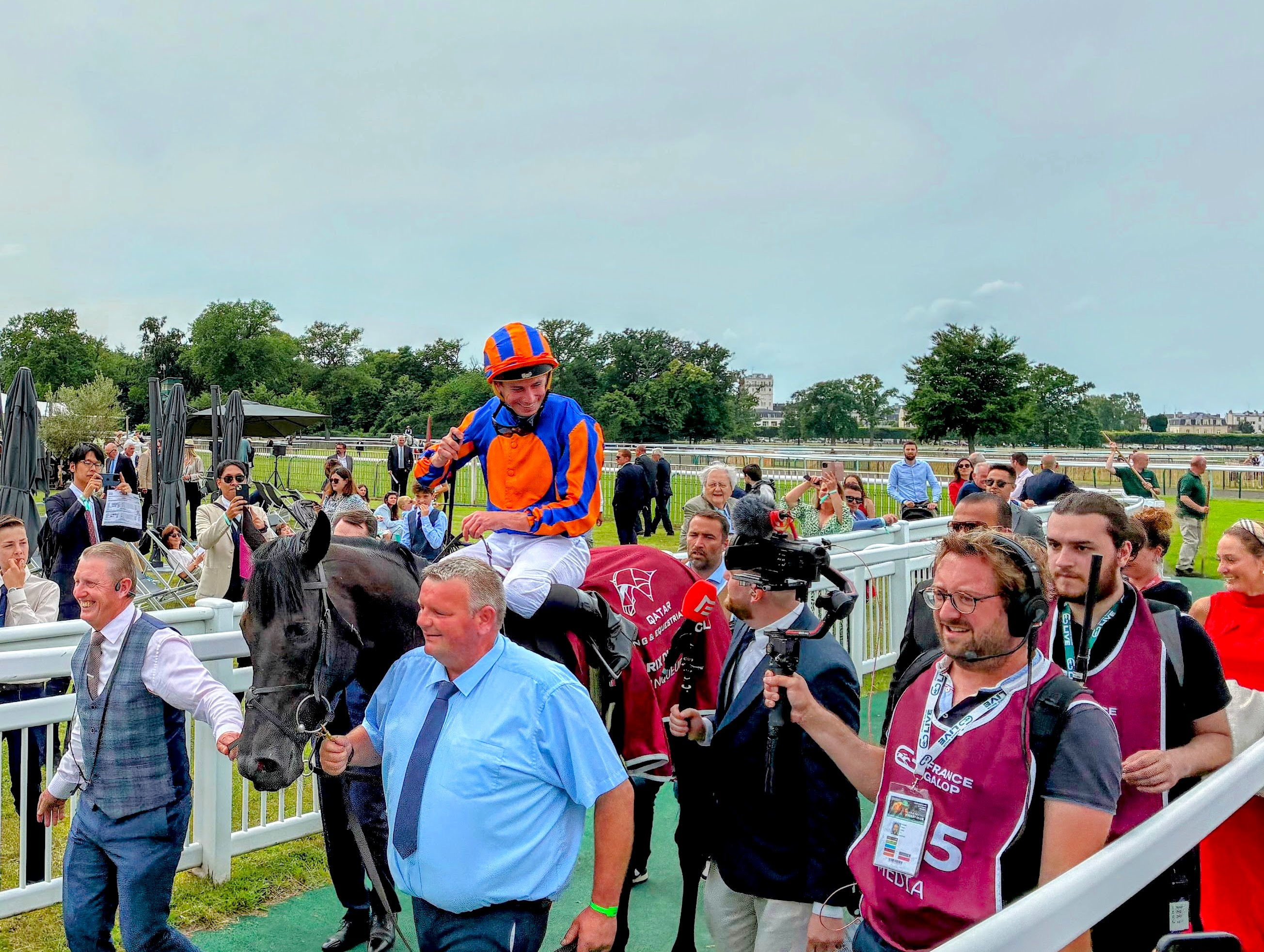
Camille Pissarro après sa victoire dans le Prix du Jockey Club 2025

A priori, on n'attend pas grand chose du nouvel étalon du Haras d'Etreham. Doué à 2 ans, défaillant l'année suivante, son pedigree présente l'avantage d'être outcross, c'est-à-dire dépourvu des courants de sang dominants et donc facile à croiser. Mais, revers de la médaille, si certains courants de sang dominent, c'est que, par définition, ils sont les plus performants. Son prix de saillie exprime mieux encore son standing : 6 000€ pour sa première année de monte en 2012, qui le place dans la cohorte des étalons modestes, appelés à fournir la piétaille des courses à handicap. Les années suivantes, le prix descend même à 4 000 €, puis en 2016 ses premiers 3 ans sont en piste, et parmi eux un véritable champion, Almanzor, sacré meilleur 3 ans d'Europe. Évidemment, son père attire l'attention et aussitôt son tarif s'en ressent : 20 000 € pour la saison suivante, et une jumenterie d'un autre standing. Les saisons passent, et Wootton Bassett confirme ses talents de reproducteur. 40 000 € la saillie en 2019, année où sa fille Audarya remporte deux groupe 1. C'est à ce moment que le mastodonte Coolmore sort le carnet de chèque. Pour un montant resté secret (le chiffre de 49 millions d'euros est avancé) le consortium irlandais acquiert Wootton Bassett en 2020, un achat en forme de pari : faire de cet étalon surprise le successeur de l'immortel Galileo, le meilleur étalon du monde, qui vieillit et qui va s'éteindre d'ailleurs en 2021, après la première saison de monte de Wootton Bassett, à 100 000 € la saillie. Le pedigree outcross de celui-ci est une bénédiction pour l'élevage Coolmore, qui lui amène ses meilleures juments, et notamment les filles issue de la lignée Northern Dancer-Sadler's Wells-Galileo. Pari gagnant : bien aidé par cette jumenterie d'exception, Wootton Bassett ne tarde pas à s'affirmer comme l'un des meilleurs étalons du monde, émargeant à 300 000 € en 2025, soit 75 fois son tarif dix ans plus tôt. Il fait également la navette avec l'Australie, où son tarif (AU$ 385 000 en 2025) est le plus élevé jamais proposé en Océanie. En 2024, il établit un record en donnant dix vainqueurs de groupe chez les 2 ans, dont quatre au niveau groupe 1.
Parmi ses meilleurs produits, citons (avec entre parenthèses l'année de naissance et le nom du père de mère) :
- Almanzor (2013, Maria's Mon) - Prix du Jockey Club, Irish Champion Stakes, Champion Stakes, 3 ans de l'année en Europe (2016)
- Audarya (2016, Green Tune) - Prix Jean Romanet, Breeders' Cup Filly & Mare Turf
- Henri Matisse (2022, Pivotal) - Breeders' Cup Juvenile Turf, Poule d'Essai des Poulains
- Camille Pissarro (2022, Pivotal) - Prix Jean-Luc Lagardère, Prix du Jockey Club
- Wooded (2017, Elusive City) - Prix de l'Abbaye de Longchamp
- Al Riffa (2020, Galileo) : National Stakes, Grosser Preis von Berlin
- Zellie (2019, Nathaniel) - Prix Marcel Boussac
- King of Steel (2020, Verglas) - Champion Stakes
- Bucanero Fuerte (2021, Elusive City) - Phoenix Stakes
- Unquestionable (2021, Sea The Stars) - Breeders' Cup Juvenile Turf
- Tennessee Stud (2022, Sadler's Wells) - Criterium de Saint-Cloud
- Twain (2022, Montjeu) - Criterium International
- Whirl (2022, Galileo) - Pretty Polly Stakes, Nassau Stakes

## Origines
Le pedigree de Wootton Bassett est orienté sur la vitesse, puisque son père Iffraaj, remporta les Park Stakes (Gr.2) à deux reprises, ainsi que les Lennox Stakes (Gr.2) et échoua de peu dans sa quête de groupe 1, battu d'une tête par Les Arcs dans la July Cup 2006. Il est devenu un excellent étalon, donnant treize lauréats de groupe 1 en Europe et en Océanie, plutôt sur le mile et les courtes distances, parmi lesquels Ribchester (Queen Anne Stakes, Lockinge Stakes, Prix Jacques Le Marois, Prix du Moulin de Longchamp) et Rizeena (Coronation Stakes, Moyglare Stud Stakes). Wootton Bassett est issu de sa première production, à 12 000 € la saillie, son tarif culminant à £ 40 000 en 2018.
La mère, Balladonia, parvint à se placer au niveau Listed sur 2 000 mètres, mais elle est une fille du sprinter Primo Dominie, qui brilla sur 1 000-1 200 mètres, se classant deuxième des King's Stand Stakes et de la July Cup. Elle a donné d'autres vainqueurs modestes sur courte distance, et appartient à une famille de l'élevage américain de Paul Mellon, passant par la grande poulinière Key Bridge (par Princequillo), mère du champion hongre Fort Marcy (cheval de l'année aux États-Unis en 1970 et membre du Hall of Fame) et de Key To The Mint (3 ans de l'année en 1972).

### Pedigree
| Origines de Wootton Bassett (GB), mâle bai né en 2008 | Origines de Wootton Bassett (GB), mâle bai né en 2008 | Origines de Wootton Bassett (GB), mâle bai né en 2008 | Origines de Wootton Bassett (GB), mâle bai né en 2008 |
| ----------------------------------------------------- | ----------------------------------------------------- | ----------------------------------------------------- | ----------------------------------------------------- |
| Père Iffraaj 2001                                     | Zafonic b. 1990                                       | Gone West                                             | Mr. Prospector                                        |
| Père Iffraaj 2001                                     | Zafonic b. 1990                                       | Gone West                                             | Secrettame                                            |
| Père Iffraaj 2001                                     | Zafonic b. 1990                                       | Zaizafon                                              | The Minstrel                                          |
| Père Iffraaj 2001                                     | Zafonic b. 1990                                       | Zaizafon                                              | Mofida                                                |
| Père Iffraaj 2001                                     | Pastorale 1988                                        | Nureyev                                               | Northern Dancer                                       |
| Père Iffraaj 2001                                     | Pastorale 1988                                        | Nureyev                                               | Special                                               |
| Père Iffraaj 2001                                     | Pastorale 1988                                        | Park Appeal                                           | Ahonoora                                              |
| Père Iffraaj 2001                                     | Pastorale 1988                                        | Park Appeal                                           | Balidaress                                            |
| Mère Balladonia 1996                                  | Primo Dominie 1982                                    | Dominion                                              | Derring Do                                            |
| Mère Balladonia 1996                                  | Primo Dominie 1982                                    | Dominion                                              | Picture Palace                                        |
| Mère Balladonia 1996                                  | Primo Dominie 1982                                    | Swan Ann                                              | My Swanee                                             |
| Mère Balladonia 1996                                  | Primo Dominie 1982                                    | Swan Ann                                              | Anna Barry                                            |
| Mère Balladonia 1996                                  | Susquehanna Days 1990                                 | Chief's Crown                                         | Danzig                                                |
| Mère Balladonia 1996                                  | Susquehanna Days 1990                                 | Chief's Crown                                         | Six Crowns                                            |
| Mère Balladonia 1996                                  | Susquehanna Days 1990                                 | Gliding By                                            | Tom Rolfe                                             |
| Mère Balladonia 1996                                  | Susquehanna Days 1990                                 | Gliding By                                            | Key Bridge (famille 2-n)                              |